# Christl Zimmerl

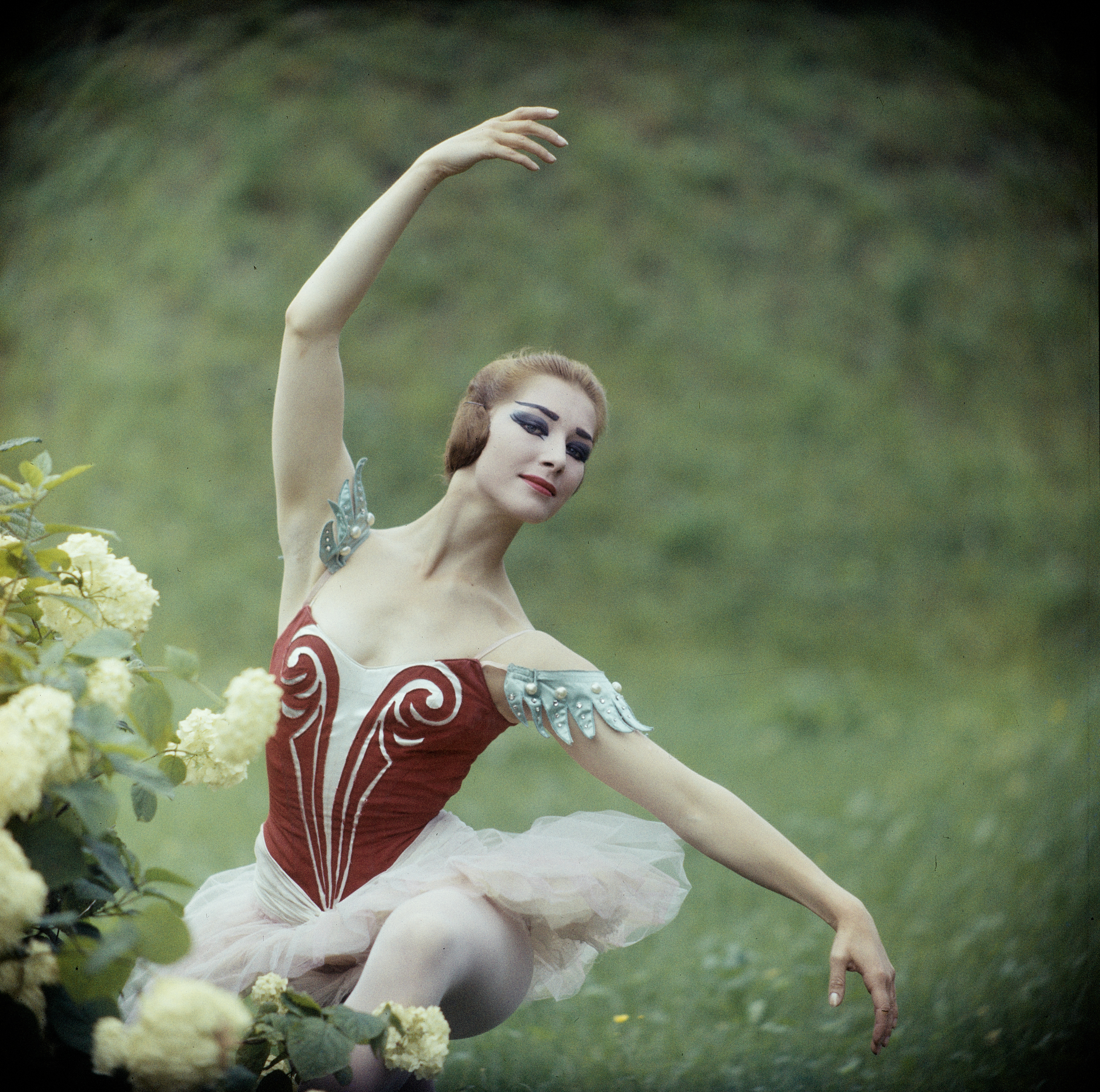
Christl Zimmerl, 1958

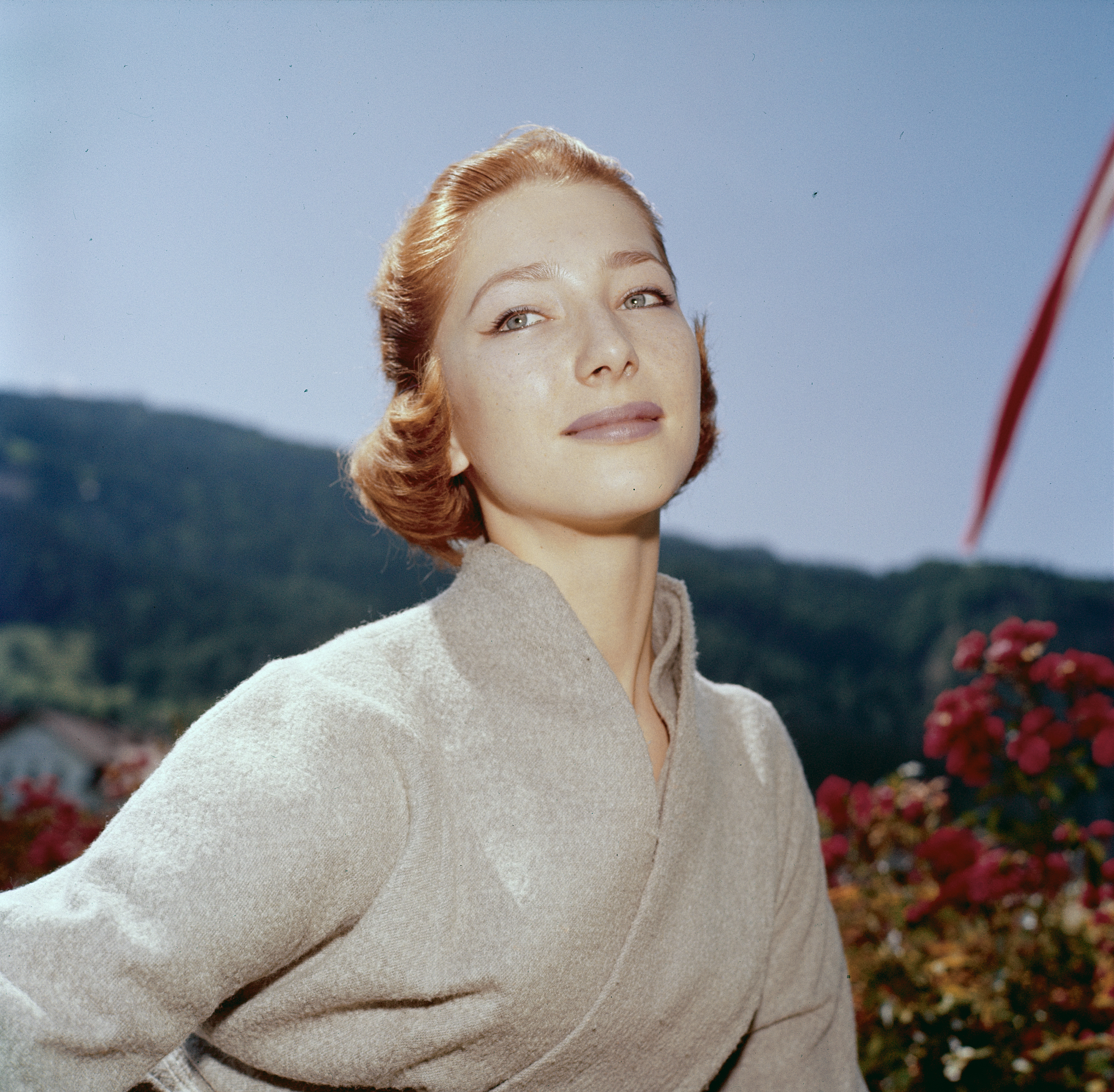
Christl Zimmerl, 1958

Christl Zimmerl (* 27. Februar 1939 in Wien; † 19. März 1976 ebenda) war eine österreichische Ballett-Tänzerin.

## Leben
Die Arzttochter besuchte die Volksschule der Schulschwestern in der Erdbergstraße und anschließend das Bundes-Realgymnasium Rahlgasse bis zur Matura. Von ihrem vierten Lebensjahr an bis 1951 erhielt sie Ballettunterricht bei Willy Fränzl.
Im Oktober 1948 erfolgte die Aufnahme in die Kinderballettschule der Wiener Staatsoper. Am 1. September 1953 erhielt sie ihren Externistenvertrag als Korpstänzerin des Staatsopernballetts. Dieses arbeitete zu jener Zeit im Theater an der Wien und in der Volksoper.
Am 1. März 1957 wurde Christl Zimmerl Solotänzerin an der Wiener Staatsoper und am 1. September 1965 Erste Solotänzerin. Rollenkreationen schuf sie unter anderem in den Balletten Mohr von Venedig (1955) und Medusa (1957), jeweils von Erika Hanka sowie in Deserts (1965) und Orpheus verliert Eurydike (1966), jeweils von Aurel von Milloss.
Am 26. Juni 1965 heiratete sie den Musik- und Ballettkritiker und späteren Ballettdirektor Gerhard Brunner. Sie wurde Mutter von zwei Kindern. Im Oktober 1969 empfing sie das Silberne Ehrenkreuz für Verdienste um die Republik Österreich.
Im Jahr 1992 wurde in Wien-Döbling (19. Bezirk) der Zimmerlweg nach ihr benannt.